# Zakopower
Zakopower es una agrupación de música folclórica de las tierras altas, denominados górale en polaco. El nombre viene de Zakopane, la ciudad natal de su cantante.

## Premios
- 2008 - Fryderyk premio para álbum folclórico del año[1]
- 2008 - Festival Nacional de Canción polaca en Opole, Magnífico Prix[2]

## Discografía

### Álbumes de estudio
| Music Hal                                                               | - Lanzado: 16 de mayo de 2005 - Disquera: Kayax / EMI Polonia - Formatos: CD, descarga digital             | 7  |                |                   |
| Na siedem                                                               | - Lanzado: 3 de diciembre de 2007 - Disquera: Kayax / EMI Polonia - Formatos: CD, descarga digital         | 33 | - POL: 15,000+ | - POL: Oro        |
| Boso                                                                    | - Lanzado: 30 de mayo de 2011 - Disquera: Kayax / EMI Polonia - Formatos: CD, descarga digital             | 1  | - POL: 90,000+ | - POL: 3x Platino |
| Kolędowo                                                                | - Lanzado: 26 de noviembre de 2013 - Disquera: Kayax / Parlophone Polonia - Formatos: CD, descarga digital | 4  |                |                   |
| "—" Denota un álbum que no figuró o no fue lanzado en aquel territorio. | |    |                |                   |

### Vídeos
| Título     | Detalles de álbum                                                         | Ventas        | Certificaciones |
| ---------- | ------------------------------------------------------------------------- | ------------- | --------------- |
| Koncertowo | - Lanzado: April 17, 2009 - Disquera: Kayax / EMI Polonia - Formatos: DVD | - POL: 5,000+ | - POL: Oro      |